# Ряснянский, Сергей Николаевич
Сергей Николаевич Ряснянский (18 сентября 1886, Сумы, Харьковская губерния — 26 октября 1976, Нью-Йорк) — русский офицер, полковник Генерального штаба, участник Первой мировой войны, соратник Корнилова, участник Белого движения и один из организаторов Добровольческой армии на Юге России.

## Биография

### Первые годы
Из дворян. Младший брат Борис (1894—1972) — капитан артиллерии, участник Белого движения.
Окончил Петровский Полтавский кадетский корпус (1904) и Елисаветградское кавалерийское училище (1906), откуда был выпущен корнетом в 10-й гусарский Ингерманландский полк. В 1912 году поступил в Николаевскую академию Генерального штаба.

### Участник Первой мировой войны
С началом войны вернулся в свой полк. В первом же бою взял в плен неприятельскую батарею во время конной атаки у деревни Ярославицы и был награждён орденом Святого Георгия 4-й степени. В 1915 году был переведён в Генеральный штаб и с 4 сентября 1916 года состоял старшим адъютантом штаба 10-й кавалерийской дивизии, помощником старшего адъютанта штаба 9-й армии и находился в прикомандировании к разведывательному отделу Ставки. В 1917 году переведён в разведывательный отдел штаба генерал-квартирмейстера Верховного Главнокомандующего. С 15 августа 1917 года Ряснянский занимал должность секретаря Главного комитета Союза офицеров армии и флота.

### Участник Белого движения

Чествование текинцами бывших быховских узников, 20 ноября 1919 года. Первым слева сидит «бывший узник» полковник С. Н. Ряснянский, далее: генералы И. П. Романовский, А. И. Деникин, Е. Ф. Эльснер, Ю. Н. Плющевский-Плющик

В августе 1917 года поддержал Корниловское выступление и Временным правительством был заключен в тюрьму в Быхове, откуда бежал вместе с Корниловым в ноябре 1917 года на Дон. Был одним из главных участников формирования Добровольческой армии в её Первом и Втором Кубанских походах. С конца 1918 года — в разведывательном штабе Добровольческой армии. 2 мая 1919 года определён в распоряжение штаба армейской группы генерала Врангеля на Манычском фронте. Позднее находился в распоряжении генерал-квартирмейстера  полковника Кусонского, затем вернулся в штаб ВСЮР. В Крыму в Русской армии Врангеля покинул штабную работу и перешёл в строй. Командовал 2-й бригадой 2-й кавалерийской дивизии во время боёв в Северной Таврии летом 1920 года. Эвакуирован в ноябре 1920 года с частями Русской армии в Галлиполи.

### Эмигрант
В период Галлиполийского сидения был назначен командиром 4-го кавалерийского полка. Затем переехал в Югославию, где служил в Пограничной страже и преподавал в 1922—1923 годах в Николаевском кавалерийском училище в Белой Церкви (Югославия). После Второй мировой войны переехал в Бельгию. Был помощником главы РОВС генерала Архангельского. В 1954 году переехал в США, где стал начальником отдела РОВС в США. Там же издавал «Вестник российского зарубежного воинства» и состоял в Союзе Георгиевских кавалеров. Скончался 26 октября 1976 года в Нью-Йорке на 91-м году жизни. Похоронен на кладбище Новодивеевского монастыря.

## Труды
- Быховский альбом. "Белое дело". Отдельный оттиск из второй книги.
- [publ.lib.ru/ARCHIVES/R/RYASNYANSKIY_Sergey_Nikolaevich/_Ryasnyanskiy_S._N..html Первые начавшіе (1918-1958). Подъ редакціей С.Н.Ряснянскаго. — Нью-Йорк, 1958.]
- Краткая история 10-го гусарского Ингерманландского полка. — Нью-Йорк, 1954.
- Русско-японская война. — Нью-Йорк, 1954.
- Бородинское сражение-Нью-Йорк 1962.
- Незабываемое прошлое Славной Южной Школы. 1865—1965. // Под редакцией Генерального штаба полковника С.Н. Ряснянского. — Нью-Йорк, 1965.
- К 50-летию 1-го Кубанского (Ледяного) ген. Корнилова похода. — Нью-Йорк, 1967
- О Российском воинстве, защищавшем Русь - Россию. — Нью-Йорк, 1969.
- Галлиполи.